# Pomacentrus melanochir
Pomacentrus melanochir es una especie de peces de la familia Pomacentridae en el orden de los Perciformes.

## Morfología
Los machos pueden llegar alcanzar los 7,5 cm de longitud total.

## Hábitat
Es un pez de mar.

## Distribución geográfica
Se encuentra en Sri Lanka y en las islas  indonesias de Bali,  Flores, Timor, Célebes y Ambon.